# Teufelssessel

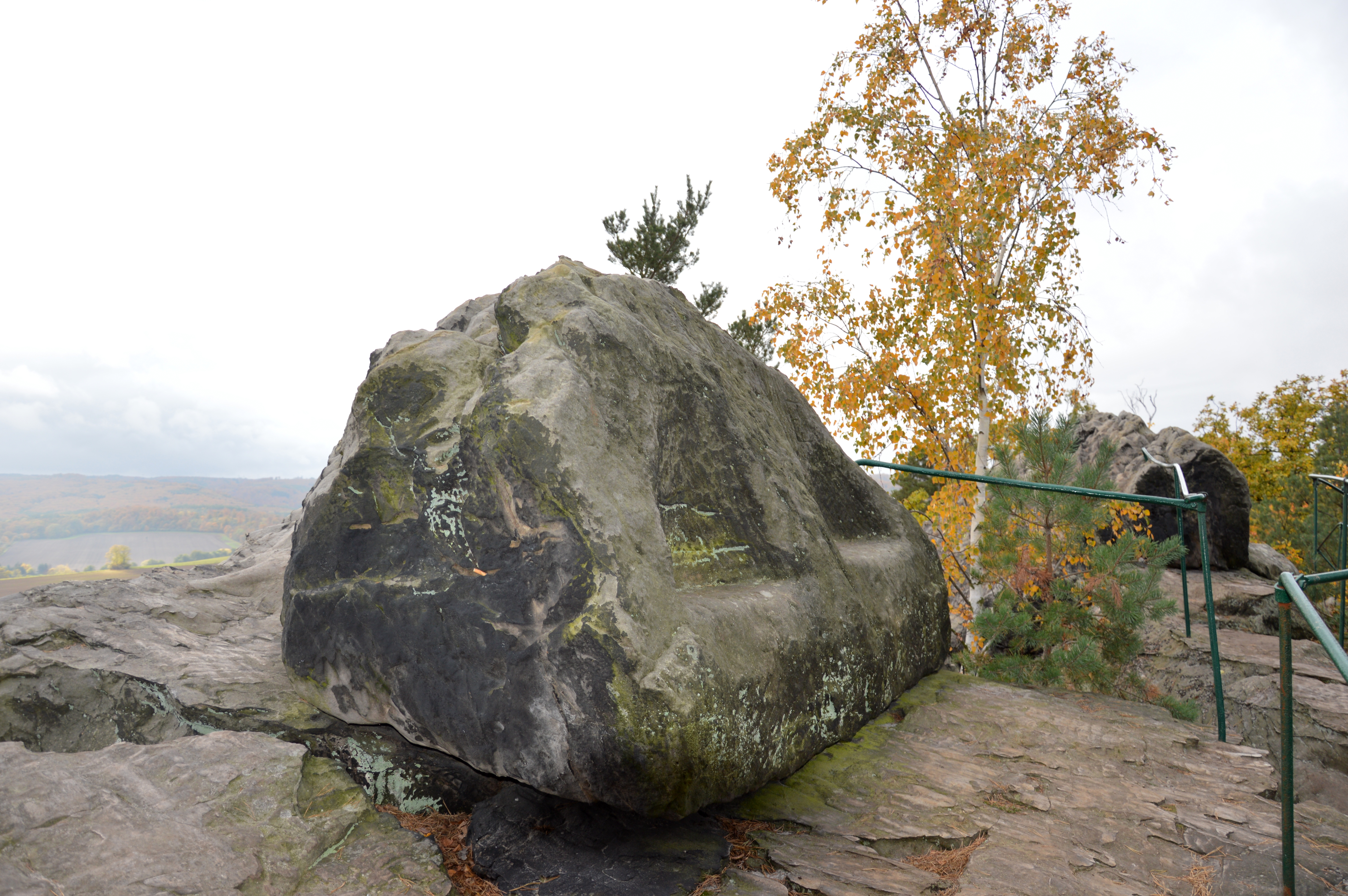
Teufelssessel

Der Teufelssessel ist eine markante Felsformation im westlichen Teil der Teufelsmauer im nördlichen Harzvorland bei Blankenburg im Landkreis Harz, Sachsen-Anhalt.
Er befindet sich unmittelbar auf dem Kamm der Teufelsmauer. Direkt nördlich des Teufelssessels führt der auf der Teufelsmauer verlaufende Kammweg entlang. Der Felsen ist an seiner Nordseite mit zwei künstlich ausgehauenen Sitznischen versehen, woraus sich sein Name ergibt.
Ein Baum etwas nordöstlich des Teufelssessels trägt ein Schild mit dem Namen Teufelssessel.